# Banque nationale pour le commerce et l'industrie
La Banque nationale pour le commerce et l'industrie (BNCI) fu fondata nel 1932 con un capitale di 100 milioni di franchi, per sostituire la Banque nationale de Crédit, in stato di insolvenza in seguito alla crisi del 1929. 

È una delle banche che hanno maggiormente contribuito alla globalizzazione di metà Novecento, strutturandosi in una rete di filiali e agenzie.

## Storia

### 1932-1940
Il crollo di borsa del 1929 portò l'importante Banque nationale du commerce (BNC) sull'orlo della bancarotta. 

Per evitare un'enorme crac di borsa a Parigi, nonché le conseguenze sull'economia provinciale e sul commercio estero, il Governo e un consorzio di banche e industrie decisero di salvare la BNC. In particolare la Banque de France cancellò i propri crediti verso la BNC. Tuttavia nel clima economico incerto del periodo fra le due Guerre, i correntisti non si sentivano rassicurati. Sotto il coordinamento del Ministro delle Finanze lo Stato, la Banca di Francia e un gruppo di banche francesi, garantirono i risparmiatori e ne salvarono i depositi. Tuttavia, la crisi continuava ad aggravarsi e ad estendersi a nuovi paesi, così i risparmiatori continuavano a ritirare i propri depositi, al punto che le casse della banca nel dicembre 1931 erano svuotate dei tre quarti delle riserve. Le azioni erano crollate a 50 franchi.
Poiché la BNC sembrava ormai perduta agli occhi degli operatori di Borsa, fu posta in liquidazione nell'aprile 1932, per rifondarla sotto un altro nome, ma conservando il personale, la sede sociale (al 16 del boulevard des Italiens a Parigi) e conservando la clientela. La nuova banca voleva rassicurare con il proprio nome di voler investire nell'industria e non solo nel commercio, che era ancora in crisi. Così l'ex-BNC fu ribattezzata Banque nationale pour le commerce et l'industrie (BNCI).
Nel 1934 la BNCI aprì una sede amministrativa a Bordeaux, seguita da altre sette sedi regionali, incaricati di trattare i compiti di routine che ingombravano gli sportelli.
A partire dal 1937 la Banca cercò di espandersi in provincia, comprando delle banche locali in difficoltà, come la Banque Adam nel Nord e nell'Ovest della Francia, la Banque des Alpes nel sud-est, così come la Banque du Dauphiné, e la Caisse commerciale de Saint-Quentin.

### 1940-1945
Quando la Germania nazista occupò una parte della Francia, la BNCI era ormai una banca di primaria importanza in Francia. nelle casseforti della BNCI erano custoditi circa dieci miliardi di franchi di depositi.
Durante l'occupazione tedesca la BNCI costituì una rete di agenzie nei territori francesi d'oltremare.
Nel 1940 acquistò il controllo della Banque de l'union nord-africaine di Algeri, che venne ribattezzata Banque nationale pour le commerce et l'industrie Afrique (BNCIA). Contemporaneamente aprì agenzie nell'Africa Equatoriale Francese a Brazzaville, Douala, Bangui, così come in Madagascar, nelle Antille, alla Réunion. Nel 1943 la BNCI, consolidando la sua posizione nel mondo francofono del sud, acquistò il Crédit foncier de Madagascar et de la Réunion che verrà ribattezzato  BNCI-Océan Indien nel 1954.

### 1945-1966
Dopo la fine della seconda Guerra mondiale in preparazione della Ricostruzione venne emanata la legge bancaria del 1º gennaio 1946, che nazionalizzava le grandi banche di deposito: BNCI, Comptoir national d'escompte de Paris, Crédit lyonnais e Société générale, le cui azioni furono trasferite allo Stato.

Nel 1947, la succursale londinese della BNCI fu trasformata in controllata con il nome di British and French Bank. 
Il piano Marshall del 1947 aumentò la disponibilità di capitali in Europa e così favorì la Ricostruzione, con profitto delle banche europee e delle colonie.
Per tutelare gli interessi francesi di fronte al rischio che i nuovi stati nati dalla decolonizzazione nazionalizzassero le imprese europee, la Banca si riorganizzò le proprie attività d'oltremare creando nuove controllate come la Banque internationale pour le commerce et l'industrie (BICI), operante in Senegal, Camerun, Repubblica del Congo, Costa d'Avorio; o come la Banque marocaine pour le commerce et l'industrie (BMCI).
Negli anni Cinquanta la BNCI rinforzò le proprie posizioni sul mercato interno e aprì ai correntisti privati (nel 1964 sarà una delle prime banche a creare delle SICAV, insieme alla Banque de l'Union parisienne). 

La banca non tralsciò tuttavia le operazioni con l'estero: nel 1953 creò un servizio di consulenza agli imprenditori francesi che erano interessati a nuove risorse o nuovi mercati nel sud del mondo e nel 1958 fondò una finanziaria consociata specializzata, la Société pour le développement international du commerce et de l'industrie (INTERCOMI).
Nel 1965 la BNCI era l'unica banca francese ad avere una simile rete all'estero, avendo 1050 sportelli in Francia e 30 filiali all'estero.
Nel 1966 il Ministro delle Finanze Michel Debré decise la fusione della BNCI con il Comptoir national d'escompte de Paris per dar vita ad un nuovo istituto, che prese il nome di Banque nationale de Paris. La BNP nacque perciò dotata di una potente rete internazionale, che la rendeva la prima banca francese per raccolta, la seconda in Europa e la settima nel mondo.